# Чанишвили, Шалва Фомич
Шалва Фомич Чанишвили — советский учёный, государственный и политический деятель, член-корреспондент Академии наук Грузинской ССР (1959), заслуженный деятель науки Грузинской ССР.

## Биография
Родился в 1900 году в Кутаиси. Член КПСС.
Образование высшее (окончил Миланский сельскохозяйственный институт)
С 1923 года — на хозяйственной, общественной и политической работе.
До 1926 гг. — агроном во Франции.
- В 1926—1942 гг. — на различных должностях в научных учреждениях сельскохозяйственного профиля Грузинской ССР, научно-исследовательский работник.[1]
- В 1942—1952 гг. — ученый секретарь Отделения сельскохозяйственных наук Академии наук Грузинской ССР.[1]
- В 1952—1958 гг. — заведующий кафедрой агрохимии НИИ почвоведения, агрохимии и мелиорации Грузинской ССР.[1]
- В 1958—1986 гг. — профессор кафедры общего земледелия Грузинского сельскохозяйственного института.[1]

Умер в Тбилиси в 1986 году.

## Награды
- орден Октябрьской Революции[2]
- орден Трудового Красного Знамени[2]
- орден Знак Почёта[2]